# دانشگاه مجازی
دانشگاه مجازی یا دانشگاه الکترونیکی (به انگلیسی: Virtual university) که به دانشگاه قرن ۲۱ هم معروف است، از زمانی که اینترنت همگانی شد مطرح گردید. از پیش تحت عنوان دانشگاه باز (به انگلیسی: Open University) از سال‌ها قبل در بعضی کشورها فعال بوده و هست؛ ولی دانشگاه مجازی توسعه‌داده شده توسط آمریکایی‌ها است  که به‌طور عملی به این مقوله پرداخته‌اند. برای تحصیل در این سیستم آموزشی حداقل پیش‌نیاز دانشجو برای شرکت در دوره‌های آموزشی دسترسی به دستگاه رایانه، شبکهٔ اینترنت و انگیزهٔ قوی برای موفقیت در یک کلاس غیر سنتی است.

ایجاد دانشگاه مجازی و تدریس از طریق رایانه و اینترنت، فراتر از قید زمان و مکان صورت می‌گیرد. با این روش دانشجو می‌تواند در هرزمان و در هرجایی به آموزش دسترسی داشته باشد. در ایرن نیز به‌دنبال گسترش و پیشرفت شبکه، گسترش ضریب نفوذ فناوری اطلاعات و ارتباطات، سیستم آموزش الکترونیکی در دستور کار قرار گرفته و از چند سال قبل تأسیس دانشگاه مجازی از ایده به عمل درآمد.

## نحوهٔ ارتباط دانشجو و استاد
مطالبی که در دانشگاه مجازی ارائه می‌شود، مطالب مجازی نیست بلکه همان مطالبی است که در دانشگاه حقیقی توسط استاد تدریس می‌شود. با این تفاوت که در دانشگاه مجازی از ابزار خاصی استفاده می‌شود تا فضای دانشگاه جابه‌جا شده و ارتباط استاد و دانشجو در بستر فناوری از راه دور ایجاد گردد. این بستر همان IT یا بستر اینترنتی است. باتوجه به وجود شبکه‌های اینترنتی، مطالب تدریس شده توسط استاد به‌مدت طولانی باقی می‌ماند و دانشجو با استفاده از گیرنده (رایانه) می‌تواند در هر لحظه از شبانه‌روز از آن درس تولید شده بهره گیرد.

## تفاوت دانشگاه مجازی و حقیقی
دانشگاه مجازی در واقع یک حالت خاصی از دانشگاه حقیقی یا نقطهٔ مقابل آن است؛ یعنی در دانشگاه حقیقی میز، صندلی و دیگر ابزار و امکانات از جمله استاد و دانشجو به‌صورت فیزیکی وجود دارد درحالی‌که در دانشگاه مجازی، در محیطی دیگر، رایانه، اینترنت و ماهواره خط ارتباطی بین استاد و دانشجو و کلاس هستند.

## دانشگاه‌های مجازی ایران
در ایران پذیرش دانشجوی دانشگاه مجازی از طریق آزمون سراسری انجام می‌گیرد و دانشگاه‌های صنعتی شریف، صنعتی امیرکبیر، علم و صنعت، صنعتی خواجه نصیرالدین طوسی، تهران (مرکز آموزش‌های الکترونیکی دانشگاه تهران)، شیراز، اصفهان و چند مؤسسه آموزش عالی غیرانتفاعی به ارائهٔ دروس مجازی پرداخته‌اند.
یک دانشگاه مجازی یا دانشگاه الکترونیک مجتمعی است که دانشجویان می‌توانند از طریق اینترنت در دانشگاه ثبت نام نموده، دروس مورد نظر خود را از میان دروس ارائه شده انتخاب نمایند، از جلسات دروس استفاده نمایند، امتحان داده و با استاد و همکلاسی‌هایشان ارتباط برقرار کنند. همچنین دانشگاه الکترونیک ابزارهایی را در اختیار مدیران و استادان قرار می‌دهد که بتوانند وظایف خود را از طریق اینترنت انجام دهند.
پذیرش دانشجو دانشگاه‌های مجازی از طریق کنکور سراسری انجام می‌شود و داوطلبان در صورتی که مجاز به انتخاب رشته نشوند می‌توانند بر اساس سوابق تحصیلی یا بدون کنکور در دانشگاه‌های آزاد یا پیام نور به صورت مجازی ثبت نام نمایند. در جدول زیر لیست دانشگاه‌های مجازی که در مقطع لیسانس اقدام به پذیرش دانشجو می‌نمایند، ارائه شده‌است.
| دانشگاه‌های مجازی کشور در مقطع کارشناسی                               |                                                 |
| دانشکده آموزش های الکترونیکی دانشگاه شیراز                           | دانشگاه بین‌المللی ایران                         |
| تحصیلات تکمیلی آموزش های مجازی ـ دانشگاه صنعتی امیرکبیر              | دانشگاه غیرانتفاعی قرآن و حدیث - قم             |
| دوره‌های الکترونیکی دانشگاه شهید بهشتی                                | دانشگاه مهر البرز                               |
| سیستم آموزش مجازی دانشگاه فردوسی مشهد                                | موسسه آموزش عالی غیرانتفاعی مجازی نور طوبی      |
| مرکز آموزش الکترونیکی دانشگاه علم و صنعت ایران                       | دانشکده مجازی فرهنگ و معارف اسلامی              |
| مرکز آموزش‌های الکترونیکی دانشگاه تهران                               | واحد الکترونیکی دانشگاه آزاد اسلامی             |
| مدیریت آموزش‌های آزاد و الکترونیکی دانشگاه صنعتی خواجه نصیرالدین طوسی | دانشستان جامعه المصطفی العالمیه                 |
| دانشگاه مجازی صنعتی اصفهان                                           | دانشگاه اینترنتی ایرانیان                       |
| دانشگاه مجازی امام خمینی (ره)                                        | موسسه آموزش عالی غیرانتفاعی رایان‌های تهران      |
| دانشگاه صنعتی سهند                                                   | پایگاه آموزش الکترونیکی انجمن بیوتکنولوژی ایران |
| آموزش مجازی دانشگاه علوم پزشکی مشهد                                  | سیستم آموزش مجازی نوین                          |